# Ligny-le-Châtel
Ligny-le-Châtel es una localidad y comuna francesa situada en la región de Borgoña, departamento de Yonne, en el distrito de Auxerre y cantón de Ligny-le-Châtel.

## Demografía
| 1 169 | 1 206 | 1 238 | 1 362 | 1 602 | 1 506 | 1 652 | 1 639 | 1 606 | 1 544 | 1 490 | 1 447 | 1 418 | 1 366 | 1 346 | 1 264 | 1 182 | 1 123 | 1 101 | 1 003 | 955 | 1 004 | 967 | 1 170 | 1 035 | 945 | 957 | 962 | 1 027 | 1 010 | 1 122 | 1 289 | 1 309 |
| Para los censos de 1962 a 1999 la población legal corresponde a la población sin duplicidades (Fuente: INSEE [Consultar]) |       |       |       |       |       |       |       |       |       |       |       |       |       |       |       |       |       |       |       |     |       |     |       |       |     |     |     |       |       |       |       |       |